# Hyattsville
Hyattsville è una città degli Stati Uniti, situata nella Contea di Prince George's, nello Stato del Maryland. La città prende il nome dal suo fondatore, Christopher Clark Hyatt.

## Geografia fisica
Le coordinate geografiche di Hyattsville sono 38°57′25″N 76°57′05″W (38,956910 -76,951270). Le città più vicine sono: Chillum, Adelphi, Brentwood, Edmonston, e Bladensburg. La città ha una superficie di 5,6 km², di cui 5,5 coperti da terra e 0,1 coperti d'acqua. Hyattsville è situata a 32 m s.l.m.

## Società

### Evoluzione demografica
Secondo il censimento del 2010, Hyattsville contava 17.557 abitanti. La composizione razziale contava il 35,6% di afroamericani, il 33,2% di bianchi, lo 0,8% di nativi americani, il 4,4% di asiatici e il 4,6% di altre razze. Gli ispanici o i latini erano il 34,0% della popolazione residente.